# Omkar Prasad Nayyar
Omkar Prasad Nayyar (bekannt als O. P. Nayyar, auch Onkar Prasad Nayyar; Hindi: ओंकार प्रसाद नैय्यर, Oṅkār Prasād Naiyyar; * 16. Januar 1926 in Lahore; † 28. Januar 2007 in Thane, Maharashtra) war ein indischer Filmmusikkomponist, der überwiegend für den Hindi-Film tätig war.

## Karriere
O. P. Nayyar begann seine Karriere als Filmmusikschreiber 1949 für den Film Kaneez. Sein erster großer Erfolg war Aar Paar (1954) von Guru Dutt, mit dem er danach mehrfach arbeitete, unter anderem für Mr. & Mrs. ’55 und C.I.D. Er schrieb besonders häufig Lieder für Geeta Dutt, Asha Bhosle und Mohammed Rafi, deren Karrieren er damit vorantrieb. Bemerkenswert ist auch, dass er nie mit Lata Mangeshkar, der erfolgreichsten indischen Playbacksängerin zusammenarbeitete.
Nayyar Spezialität waren rhythmische Stücke. Zu den bekanntesten in Indien gehört auch 50 Jahre nach seiner Entstehung das Lied yeh desh hai veer jawanon aus B. R. Chopras Film Naya Daur (1957) mit Dilip Kumar und Ajit. Für seine Musik zu diesem Film erhielt er 1957 einen Filmfare Award.
Nachdem er sich von Mohammed Rafi getrennt hatte, wurde Mahendra Kapoor sein bevorzugter Sänger. 1974 endete auch seine Zusammenarbeit mit Asha Bhosle und Nayyars Karriere litt darunter, er produzierte trotz eines Comebackversuchs in den 90er Jahren danach keine wichtigen Filmmusiken mehr.
Nayyar stand in dem Ruf stur und individualistisch gewesen zu sein. Er starb an einem Herzinfarkt. Mit seiner Familie, Frau und 4 Kinder, lag er im Streit und lebte von ihnen getrennt; sie waren auch nicht bei seiner Bestattung anwesend.